# Цалапица
Цалапѝца е село в Южна България. То се намира в община Родопи, област Пловдив, западно от областния и общински център Пловдив. В селото живеят 3632 души към 15 септември 2023 г.

## География
Местоположението на Цалапица е ключово. Цалапица е между два от най-натоварените транспортни участъка от инфраструктурата на страната ни – автомагистрала „Тракия“ и главния път Пловдив – Пазарджик. Доброто разположение на селото е допълнено и с това, че е в сърцето на Горнотракийската низина. Намира се на 9 км западно от град Пловдив, на 3,2 км северно от град Стамболийски и на 10,9 км южно от град Съединение. Почвите в Цалапица са плодородни и подходящи за отглеждане на зеленчуци и плодове.

## История
За името на село Цалапица са останали няколко легенди.
Една от тях разказва, че когато през XII век кръстоносците настъпвали от запад към Йерусалим, по „друма“ били предвождани от някой испански крал. С него била и жена му – бременна. В такова състояние тя не могла да продължи, затова била оставена в местността „Каламица“, а заедно с нея – голяма група телохранители и прислуга. На това място групата прекарала повече от две години и се създало цяло селище. И понеже жената на краля се наричала Цалапица, новосъздаденото селище се нарекло на нейно име.
В другата легенда се разказва, че в землището на сегашното село е имало пет селища. Те си имали свои имена – Каламица, Ковачевица, Лазаревица, Сракет и Текеница. Когато започва турското нашествие на тези малки селца минавал главният път, наричан тогава „Друма“. По него се придвижвали войските и се отдавали на грабежи безчинства в беззащитните български села, което накарало населението да се разсели. На сегашното място на Цалапица, където били гъсти гори, имало само овчарски колиби. При заселването на петте селца в едно, новото име било „Цела-петица“, което постепенно, за благозвучие се преименувало „Цалапица“.
Селото е съществувало още през Средновековието. Най-ранните сведения за него в османските документи са в регистъра на акънджиите от 1472 г., където то е посочено като „Село Чепидже“, част от нахията Филибе (Пловдив) – НБКМ-Сф – ОО, ОАК 94/73, л. 49б.
През 1860 г. в селото били намерени голям брой ръкописи, които по неизвестни причини днес не са достигнали до нас. Според вестник „България“, Цариград, брой 79 от 21 септември 1860 г., където се говори за откритието, най-ранните от тях били от XV век, но не е изключено да е имало и такива от по-стари времена. Ето и въпросната публикация във вестник „България“ от 1860 г., заедно с преписките от някои от ръкописите:
Интересно съобщение от свой дописник помества и в. „България“ в броя си от 21 септември 1860 г.
| „ | От Татар Пазарджик – четем в този вестник – един от нашите млади, който много пъти ни е пращал статистически описания от околните села на тоя град, съобщава ни, че намерил много ръкописи в черквата на селото Салапица. Те били много разкъсани, щото нито начало, нито край имат. Дописникът ни забелязва само едни забележвания, които се намират по тях, писани от разни лица. | “ |

По-нататък, след като редакцията посочва, че при подобни случаи дописниците трябва да съобщават и за съдържанието на откритите от тях исторически извори, помества текста и на някои преписки към книги, изпратени от същия дописник. – 176. В. България, бр. 79, 21. IX. 1860 г.
Текстът на преписките от царапишките ръкописи е следният:
| „ | 1. Сію книгу купихъ азъ смиреннній Митрополит Новобръдский Никанор приложихъ его црькви градьчавици липлянскые. И кто хощетъ отетъ его да му есть супьрница пречистая Бога мати на страшнемъ суду. И подписанъ своею рукою въ лето змг месеца Августа ла день ндик.их. [следва свещенически подпис]. [При изчисление на датата се получава 31 август 1535 г] 2. Въ лето отъ сазданія мира зсд, а отъ Рождества Христова унз рукъ моа грешна Iованъ. Поновисе сiй миней повеленiемъ преосвещеннаго Архiепископа певскаго кi Гаврiила въ лето зрз месеца 15 индиктiонъ 16 [следва свещенически подпис] | “ |

[Тук има грешка в изчислението на годините от сътворението и от Христа. зсд=7204, а унз= 1455. В информацията за подновяването на минея – зрз=1599]
За най-достоверна се приема версията на българския археолог Васил Миков, който изказва мнение, че името идва от местността „Каламица“ и постепенно е станало „Цалапица“.
В селото има и паметник на героите от Горянско движение от 1944 до 1956 г. Горяните са били борци за свобода, съставени предимно от селяни които са били против колективизацията, членове на разпуснатата опозиция, укриващи се от властите, бивши войници и офицери, бивши дейци на ВМРО, шепа бивши прокомунистически партизани и комунисти, свързани с разстреляния „Враг с партиен билет“ Трайчо Костов.

## Население
Численост на населението според преброяванията през годините:
| \| Година на преброяване \| Численост \| \| --------------------- \| --------- \| \| 1934 \| 5370 \| \| 1946 \| 6320 \| \| 1956 \| 6408 \| \| 1965 \| 6058 \| \| 1975 \| 6066 \| \| 1985 \| 5540 \| \| 1992 \| 5257 \| \| 2001 \| 4841 \| \| 2011 \| 4217 \| \| 2021 \| 3801 \| |           |
| Година на преброяване | Численост |
| 1934 | 5370      |
| 1946 | 6320      |
| 1956 | 6408      |
| 1965 | 6058      |
| 1975 | 6066      |
| 1985 | 5540      |
| 1992 | 5257      |
| 2001 | 4841      |
| 2011 | 4217      |
| 2021 | 3801      |

### Етнически състав
Преброяване на населението през 2011 г.
Численост и дял на етническите групи според преброяването на населението през 2011 г.:
|                     | Численост | Дял (в %) |
| Общо                | 4217      | 100,00    |
| Българи             | 3324      | 78,82     |
| Турци               | 5         | 0,11      |
| Цигани              | 282       | 6,68      |
| Други               | 3         | 0,07      |
| Не се самоопределят | 85        | 2,01      |
| Неотговорили        | 518       | 12,28     |

По данни на ЕСГРАОН към 15 март 2017 г. населението на Цалапица е 3644 души по настоящ адрес, 3905 души по постоянен адрес и 3399 жители по постоянен и настоящ адрес.

## Култура
В селото функционира Народно читалище „Светлина 1900“, в чиято сграда се намират също и библиотеката, музеят представящ етнографските и фолклорни обичаи на Цалапица. Към читалището има и танцов състав участващ в множество национални фолклорни мероприятия. В него се намира и голям театрален салон, в който се организират множество фолклорни, културни и други събития. За възрастните жители на селото функционира пенсионерски клуб, развиващ голяма културна и развлекателна дейност. Организират се местни и задгранични екскурзии.

## Образование
В селото функционира основно училище „Паисий Хилендарски“, и детска градина „Пролет“.

## Религии
Традиционно вероизповедание е православието. Негов изразител до 1966 г. са двата православни храма „Свети Арх. Михаил“ – построен през 1847 год, и „Успение Богородично“ – построен през 1899 г. И двата храма с внушителни размери и благолепие. „Успение Богородично“ се е намирал на центъра на селото, но през 1966 г. атеистичната власт решава да го срине. На негово място има парк и площад. Реставринан храм е само Свети Арх. Михаил – построен през 1847 г. За изграждането му цалапичани са дали много труд и средства. Осветен е на 18 март 1883 г.(датата е по Юлианския календар) от Пловдивския митрополит Панарет. През 2019 г. в парка на селото е изграден малък параклис носещ името на разрушената църква – „Свето Успение Богородично“

## Транспорт
На север от селото има разклонение на автомагистрала „Тракия“ София – Пловдив – Бургас. На юг от Цалапица е разклон на пътя Пловдив – Пазарджик. Пътят между двата разклона преминава през селото и го свързва с градовете Стамболийски и Съединение. В селото има две автобусни спирки и две бензиностанции. Всеки ден в интервали от около час има редовен автобусен транспорт от Пловдивската автогара „Север“ до Цалапица.

## Редовни събития
- 14 февруари – честване на „Трифон зарезан“ със зарязване на лозето, молебен, танци и почерпка в местността „Каламица“.
- 3 март – честване на националния празник на България с панихида и поднасяне на венци в мемориалния комплекс „Каламица“. Флашмоп под надслов „Пробуждане с хоро“ – изстрели с пушки, фолклорна програма и хора в центъра на селото.
- Честване на „Сирни заговезни“ – палене на клада и извиване на хора около нея.
- Последната събота на месец март – „Празник на цалапишкия бабек и вино“. Местни производители на бабек и вино представят продукцията си, конкурс за най-добър бабек и вино, надиграване и надпяване между фолклорни състави от България.
- 6 май – честване на Гергьовден и празника на храбростта, и българската армия с молебен, поднасяне на венци и цветя и панихида пред паметника на загиналите жители на с. Цалапица във войните за обединение на България (1877 – 1945 г.)
- 23 май – традиционен концерт на НЧ „Светлина – 1900“ с. Цалапица, в който се включват деца, младежи и възрастни, танцьори, певци и гайдари от 120-чления самодеен състав – „Каламица“.
- 24 май – Ежегоден празник на селото. Честване деня на славянската писменост и култура. Провеждат се разнообразни културни и развлекателни мероприятия. Вечерта свири фолклорен оркестър и се извиват народни хора на централния площад.
- 2 юни – Отбелязване денят на Христо Ботев с патриотична музика излъчвана по високоговорители в центъра на селото, поднасяне на цветя и венци пред паметника на Ботев в централния парк. Стартиране на сирени в 12:00 часа.

## Икономика и инфраструктура
В последните години селото е привлекателно място за инвестиции в сферата на преработвателната и производствена промишленост. Голямата му площ и пътна мрежа, както и стратегическото му местоположение го правят апетитно място за зеленчукопроизводителите, поради плодородните почви на тракийската низина. Има супермаркет и множество малки квартални магазини, две аптеки и поликлиника. Частично има изградена канализация, като за в бъдеще се очаква нейното разширение. В Цалапица се намира най-големият и единствен разсадник за сертифициран овощен, розов и тополов материал в България – „Френско-Български Разсадници“ ООД. Произвежданата продукция в разсадника е под специалния контрол на Министерството на земеделието и храните в България. Разсадникът се ръководи от висококвалифицирани специалисти в областта на овощарството, гарантиращи безупречно качество, чистота на произвеждания материал и автентичност на сортовете. През 2007 година „Френско-Български Разсадници“ ООД постави началото на „Обединени Европейски Разсадници“ ООД.

## Личности
- Алекса Трендафилов, български революционер от ВМОРО, четник на Димитър Кирлиев[9] и на Симеон Клинчарски[10]
- редник Георги Р. Клечков, (1897 – 08.09.1971) – ветеран от боевете при завоя на р. „Черна“, редник от състава на „Девети пехотен пловдивски на Н.Ц.В. Княгиня Клементина полк“, награден с орден за храброст IV ст., след завръщането си от войната служи дълги години (до смъртта си) като епитроп и клисар в църквата „Св. Арх. Михаил“ в селото.
- Игнат Р. Клечков (1900 – 01.10.1923), пръв председател на антифашисткото движение в Цалапица, участник в „Септемврийското въстание“, убит без съд и присъда край река „Потока“ през есента на 1923 г.
- свещеник Ангел Мирчев – (12.09.1905 – 10.12.1944 г.), роден в с. Момина клисура. Завършва свещеническото училище в Бачковския манастир. Става свещеник в село Извор, Пловдивско. В родопското село служил три години. След това е поканен в село Цалапица, където е имало две църкви. Той е поел едната от тях(„Успение Богородично“)през 1932 г. Притежавал е не само висок интелект, но и строга духовност, дълбоко уважаван от енориашите си духовен пастир. След преврата на 09.09.1944 г., подобно на много други свещенослужители в страната се превръща в обект на наблюдение от страна на новата власт заради „монархическите си възгледи“ – според останалия писмен донос срещу него, въпреки че наследниците и съвременниците му разказват, че строго избягвал да говори за политика, дори проповядвал на енориашите си от селото, че политиката разделя съселяните, а това по думите му било недопустимо за православните християни. На 10 декември 1944 г. е извикан за „справка“ в общината, но не се връща. Обявен е за изчезнал. След време се разбрало, че отец Ангел е бил откаран в Пловдив. Там следователят не намерил в него вина. На връщане по пътя за Цалапица е убит от съпровождащите го. Лобното място, както и гробът на свещеномъченика, и до днес остават неизвестни. Семейството на отец Ангел също понесло тежък житейски кръст след убийството му. Къщата им била превърната в родилен дом, а презвитерата Жечка оставили да живее в малка пристроена стаичка. Децата им не могли да получат образование и се разпръснали да търсят препитание. Майка им останала сама и тъжно прекарала остатъка от живота си.